# FC Pskov-747
El FC Pskov-747 Pskov (del ruso: ФК «Псков-747» Псков) era un club de fútbol ruso de la ciudad de Pskov, fundado en 2006. El club disputaba sus partidos como local en el estadio Lokomotiv. Otros equipos de Pskov en ligas profesionales rusas fueron el FC Pskov (1998–2000) y FC Pskov-2000 (2001–2005). El FC Pskov-747 fue conocido como SC 747 Pskov en 2006 y 2007.